# Чернявский, Василий Ефимович
Василий Ефимович Чернявский (1922—1996) — советский воин-пехотинец в годы Великой Отечественной войны, Герой Советского Союза (13.11.1943). капитан.

## Биография
Василий Чернявский родился 7 сентября 1922 года в деревне Леонтьевка (ныне — Кыштовский район Новосибирской области). После окончания семи классов школы работал в колхозе. 
В июне 1941 года Чернявский был призван на службу в Рабоче-крестьянскую Красную Армию, направлен в артиллерийский дивизион береговой обороны Тихоокеанского флота. С августа того же года — на фронтах Великой Отечественной войны. В боях был ранен.
К сентябрю 1943 года красноармеец Василий Чернявский был стрелком роты автоматчиков 931-го стрелкового полка 240-й стрелковой дивизии 51-го стрелкового корпуса 38-й армии Воронежского фронта. Отличился во время битвы за Днепр. В ночь с 29 на 30 сентября 1943 года рота Чернявского одной из первых переправилась через Днепр в районе села Лютеж Вышгородского района Киевской области Украинской ССР и приняла активное участие в боях за захват и удержание плацдарм на его западном берегу. Чернявский участвовал в отражении восьми немецких контратак, нанеся противнику большие потери.
Указом Президиума Верховного Совета СССР от 13 ноября 1943 года за «мужество и героизм, проявленные на фронте борьбы с немецкими захватчиками» красноармеец Василий Чернявский был удостоен высокого звания Героя Советского Союза с вручением ордена Ленина и медали «Золотая Звезда» за номером 2242.
Как получивший звание Героя, был назначен знаменосцем 931-го стрелкового полка. В начале 1944 года его направили на учёбу на армейские курсы младших лейтенантов, после их окончания вернулся в свой полк на должность командира взвода автоматчиков. В 1944 году вступил в ВКП(б). В декабре 1944 года был тяжело ранен в бою у города Мишкольц в Венгрии и до конца войны лечился в госпиталях. 
В ноябре 1945 года лейтенант В. Е. Чернявский был уволен в запас по состоянию здоровья (позднее ему было присвоено воинское звание капитана запаса). Проживал и работал в Кыштовке. Умер 9 октября 1996 года.
Был также награждён двумя орденами Отечественной войны 1-й степени (6.12.1944, 11.03.1985), орденом Славы 3-й степени (4.02.1944) и рядом медалей.